# Chaudardes
Chaudardes è un comune francese di 89 abitanti situato nel dipartimento dell'Aisne, nella regione dell'Alta Francia.

## Società

### Evoluzione demografica
Abitanti censiti